# سيسينها (لاعب كرة قدم مواليد 1986)
سيسينها (بالبرتغالية: César Augusto Pereira Marques‏) هو لاعب كرة قدم برازيلي في مركز قلب الدفاع، ولد في 8 أكتوبر 1986 في ساو جوزيه دوس كامبوس في البرازيل. لعب مع سانتو أندريه ونادي فاسكو دا غاما ونادي ناوتيكو.

## وصلات خارجية
- سيسينها (لاعب كرة قدم مواليد 1986) على موقع قاعدة بيانات كرة القدم.إي يو (الإنجليزية)
- سيسينها (لاعب كرة قدم مواليد 1986) على موقع Soccerway.com (الإنجليزية)